# Martirio de San Juan Bautista
El martirio de San Juan Bautista es un hecho narrado en los evangelios, que relata la muerte por decapitación de Juan el Bautista, considerado por algunas religiones cristianas como santo y el último de los profetas. En el Santoral Católico se celebra el 29 de agosto. En el arte, este episodio ha sido reproducido en numerosas ocasiones siendo conocido como Salomé con la cabeza del Bautista.
Como fuente no bíblica, el historiador judío Josefo también relata que Herodes mandó encarcelar y matar a Juan, afirmando, sin embargo, que la verdadera razón que tuvo Herodes para hacerlo fue "la gran influencia que Juan tenía sobre el pueblo", que podría persuadir a Juan "a levantar una rebelión (pues parecían dispuestos a hacer cualquier cosa que él aconsejara)". Josefo afirma además que muchos de los judíos creían que el desastre militar que más tarde cayó sobre Herodes era el castigo de Dios por su comportamiento injusto hacia Juan.

## En los evangelios

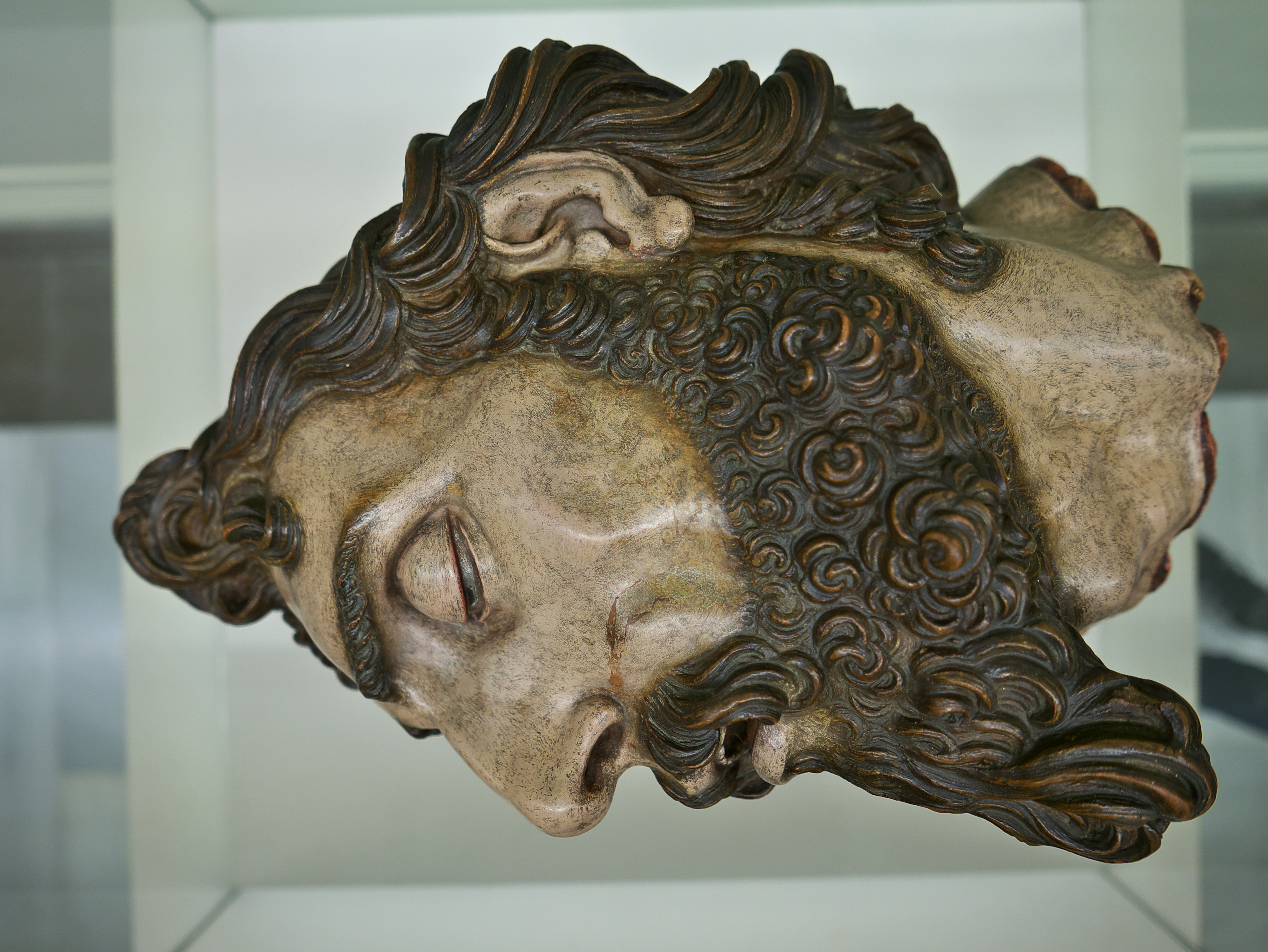
Cabeza de San Juan Bautista, Gaspar Núñez Delgado (Sevilla) 1591

El Evangelio de Marcos presenta a Juan el cumplidor de una profecía de Isaías (que, en realidad, es una compilación de frases del Segundo Isaías, del Libro de Malaquías y del Libro del Éxodo). Tras el pasaje del bautismo de Cristo en el río Jordán, se narra la muerte de Juan cuando el tetrarca Herodes Antipas, al escuchar historias de Jesús, piensa que Juan el Bautista ha resucitado de los muertos. 
Según los evangelios sinópticos, Juan el Bautista reprobaba la unión de Herodes Antipas y Herodías por ser la mujer de su hermano, lo cual según la ley judía era un concubinato. A causa de esto, para contentar a su mujer, Herodes Antipas mandó a encerrar al profeta en un calabozo, pero no le mataba porque se entretenía escuchando sus historias y le temía, ya que era un hombre "recto y sagrado" y por temor a las protestas del pueblo. El día del cumpleaños de Herodes,en medio de una fiesta con los principales de Galilea presentes, Salomé realizó una danza para él, la cual agradó tanto al rey que este le permitió, bajo juramento, que le pidiese como regalo lo que quisiera. Aconsejada por su madre, Salomé pidió la cabeza de Juan el Bautista en una bandeja de plata. muy disgustado, como había dado su palabra, Herodes Antipas lo mandó decapitar, y un guardia se encargó de entregarle la cabeza a Salomé como la había pedido, que a su vez la entregó a su madre (Mateo 14:1-12, Marcos 6:14-29 y Lucas 9:7-9). Sus discípulos recogieron su cuerpo y lo enterraron.

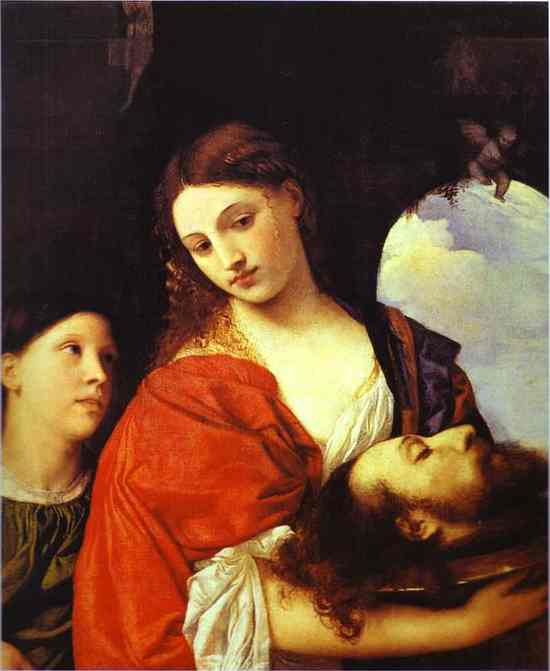
Salomé con la cabeza de Juan el Bautista, por Tiziano. Hacia 1515. Galleria Doria Pamphili, Roma.

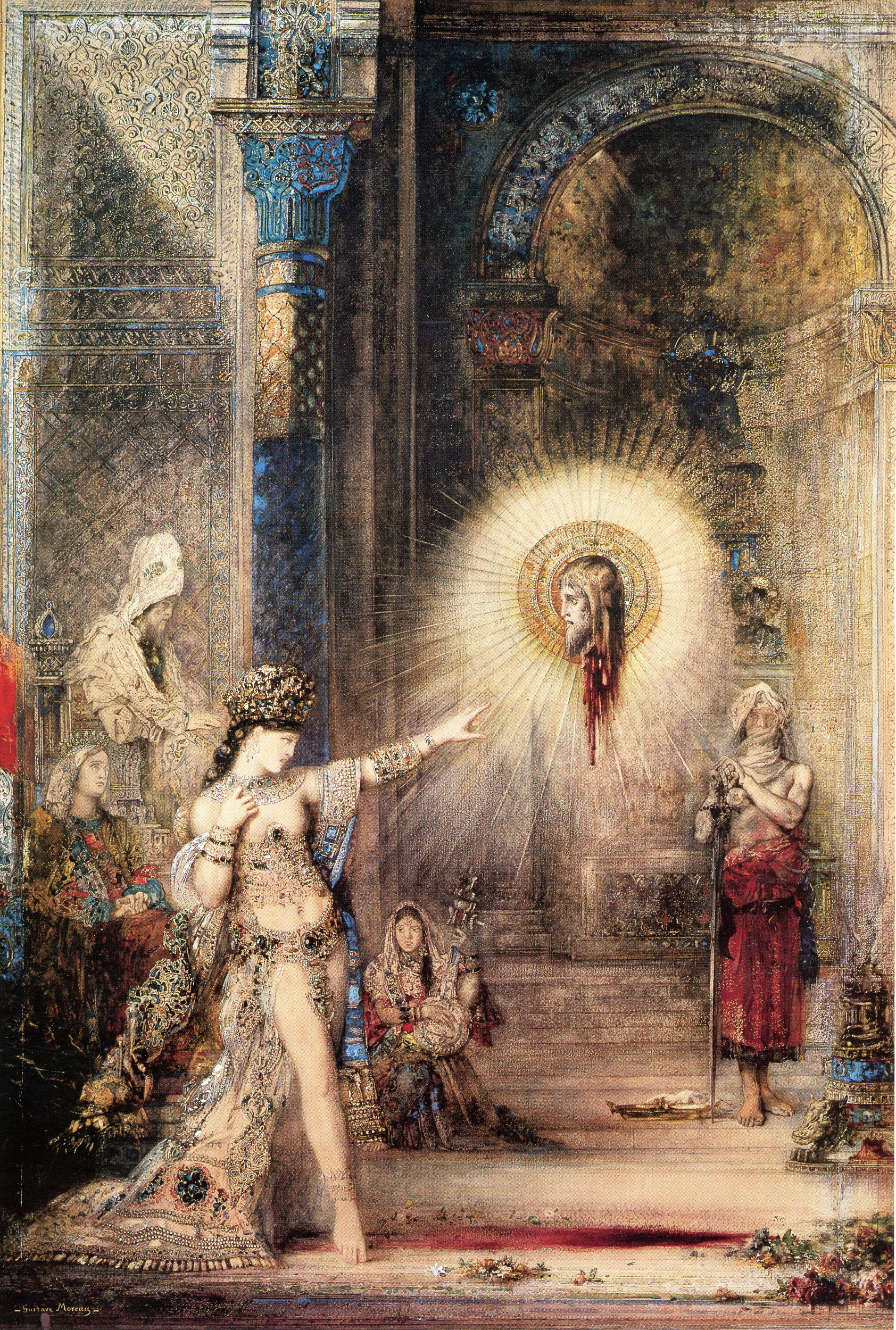
Salomé y la aparición de la cabeza del Bautista de Gustave Moreau. Acuarela, 1876. Actualmente en el Museo de Orsay, París, Francia.

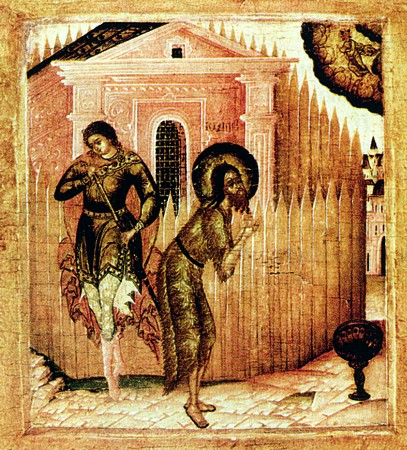
Icono de la decapitación de Juan el Bautista (Museo de Iconos, Recklinghausen)

## Textos bíblicos
- Según san Mateo: (14; 1-12)

En aquel entonces oyó el tetrarca Herodes la fama de Jesús, y les dijo a sus cortesanos: —Éste es Juan el Bautista, que ha resucitado de entre los muertos, y por eso actúan en él esos poderes. Herodes, en efecto, había apresado a Juan, lo había encadenado y lo había metido en la cárcel a causa de Herodías, la mujer de su hermano Filipo, porque Juan le decía: «No te es lícito tenerla». Y aunque quería matarlo, tenía miedo del pueblo porque lo consideraban un profeta. El día del cumpleaños de Herodes salió a bailar la hija de Herodías y le gustó tanto a Herodes, que juró darle cualquier cosa que pidiese. Ella, instigada por su madre, dijo: —Dame aquí, en una bandeja, la cabeza de Juan el Bautista. El rey se entristeció, pero por el juramento y por los comensales ordenó dársela. Y mandó decapitar a Juan en la cárcel. Trajeron su cabeza en una bandeja y se la dieron a la muchacha, que la entregó a su madre. Acudieron luego sus discípulos, tomaron el cuerpo muerto, lo enterraron y fueron a dar la noticia a Jesús.

- Según  san Marcos (6; 14-29)

En efecto, el propio Herodes había mandado apresar a Juan y le había encadenado en la cárcel a causa de Herodías, la mujer de su hermano Filipo; porque se había casado con ella y Juan le decía a Herodes: «No te es lícito tener a la mujer de tu hermano». Herodías le odiaba y quería matarlo, pero no podía: porque Herodes tenía miedo de Juan, ya que se daba cuenta de que era un hombre justo y santo. Y le protegía y al oírlo le entraban muchas dudas; y le escuchaba con gusto. Cuando llegó un día propicio, en el que Herodes por su cumpleaños dio un banquete a sus magnates, a los tribunos y a los principales de Galilea, entró la hija de la propia Herodías, bailó y gustó a Herodes y a los que con él estaban a la mesa. Le dijo el rey a la muchacha: —Pídeme lo que quieras y te lo daré. Y le juró varias veces: —Cualquier cosa que me pidas te daré, aunque sea la mitad de mi reino. Y, saliendo, le dijo a su madre: —¿Qué le pido? —La cabeza de Juan el Bautista —contestó ella. Y al instante, entrando deprisa donde estaba el rey, le pidió: —Quiero que enseguida me des en una bandeja la cabeza de Juan el Bautista. El rey se entristeció, pero por el juramento y por los comensales no quiso contrariarla. Y enseguida el rey envió a un verdugo con la orden de traer su cabeza. Éste se marchó, lo decapitó en la cárcel y trajo su cabeza en una bandeja, y se la dio a la muchacha y la muchacha la entregó a su madre. Cuando se enteraron sus discípulos, vinieron, tomaron su cuerpo muerto y lo pusieron en un sepulcro.

- Según  san  Marcos (3; 19-20)

Pero el tetrarca Herodes, al ser reprendido por él a causa de Herodías, la mujer de su hermano, y por todas las maldades que había cometido Herodes, añadió esta otra a las demás: metió a Juan en la cárcel.

## Interpretaciones de la Iglesia católica
Este Herodes, denominado «Antipas», es el mismo que aparece en la pasión de Jesús. Era hijo de Herodes el Grande y gobernaba las regiones de Galilea y Perea. Estaba casado con una hija de un rey de Arabia aunque vivía en concubinato con Herodías. El historiador Flavio Josefo  proporciona otros detalles de este episodio tales como que ocurrió en la fortaleza de Maqueronte, o que la hija de Herodías se llamaba Salomé. El evangelista pone de manifiesto la estrecha relación entre el Bautista y Jesús. 
La muerte del Bautista es como un anuncio de la de Cristo porque «el ávido dragón degustaba la cabeza del siervo, teniendo ansias de la Pasión del Señor». Pero, desde la esperanza en Cristo, su muerte es una victoria: «¿Qué mal le ha causado su final a este hombre justo? ¿Qué ha podido hacer su muerte violenta? (…) No fue una muerte, sino una victoria lo que él recibió, no fue el fin de una vida, sino el comienzo de una mayor. Aprende a comportarte como un cristiano, y no sólo no te causará daño nada, sino que ganarás mejores recompensas» Por contraste, la historia de los constituidos en autoridad es una acumulación de despropósitos que acaban en el asesinato del Bautista: «Danza una joven, su madre siente rebosar crueldad, entre los placeres y lascivias de los comensales se jura temerariamente, e impíamente se cumple lo jurado» 
La doctrina de la Iglesia enseña que no deben hacerse juramentos con ligereza, pues «la santidad del nombre divino exige no recurrir a Él por motivos fútiles»  Mucho menos pueden hacerse juramentos o promesas de orden inmoral y, si se han hecho, no deben cumplirse: «Es malo prometer el reino como recompensa por un baile, es cruel conceder la muerte de un profeta por mantener un juramento» 
Finalmente, el evangelista Lucas anota la suerte última de Juan. Los otros dos evangelios sinópticos, Mateo y Marcos, hablan de la censura que hizo el Bautista del adulterio de Herodes; Lucas apunta también que Juan denunció «todas las maldades» del tetrarca. La arbitrariedad de esta acción la evoca asimismo Flavio Josefo cuando dice que Herodes, temeroso de que la autoridad del Bautista «indujera a sus súbditos a rebelarse, pues el pueblo parecía dispuesto a seguir sus consejos, consideró más seguro (…) quitarlo de en medio; de lo contrario, quizás tendría que arrepentirse más tarde, si se produjera alguna conjuración. Así que, por estas sospechas de Herodes, fue encarcelado y enviado a la fortaleza de Maqueronte». Por eso también, cuando Herodes fue aplastado por el rey de los nabateos, «los judíos creyeron que fue en venganza de su muerte [de Juan Bautista] por lo que fue derrotado Herodes, ya que Dios quería castigarlo» 

## Otras interpretaciones
El teólogo católico alemán, Friedrich Justus Knecht escribió que:

San Juan murió mártir de su vocación. Habiendo sido llamado por Dios para ser predicador de la penitencia, le representó el pecado de Herodes y le recordó la ley de Dios. Por este motivo murió violentamente a la edad de treinta y dos años. A él se aplica la octava bienaventuranza: "Bienaventurados los que padecen persecución por causa de la justicia". Su alma pasó directamente al Limbo, donde, como San José, esperaba la llegada del Mesías y la pronta realización de la obra de la Redención. Cuando Nuestro Señor ascendió al cielo, fue llevado con Él a la felicidad eterna. La Iglesia le honra como a un gran Santo, y el 24 de junio celebra su natividad, porque nació sin pecado original.  

La historia posterior de Herodes y  Salomé se relata en el gran comentario de Cornelio a Lapide:

Por lo cual la justa venganza de Dios ardió contra todos los que participaron en este crimen. Herodes fue derrotado por Aretas IV. Después fue desterrado con Herodías a Lyon, y privado de la tetrarquía y de todos sus poderes por Calígula, a instigación de Herodes Agripa, hermano de Herodías, según relata Josefo (xvii. 10). Además, la cabeza de la hija danzante fue cortada por medio de hielo. Escuchad lo que dice Nicéforo: Una vez, en invierno, mientras viajaba y tenía que cruzar a pie un río helado, el hielo se rompió bajo ella, no sin la providencia de Dios. En seguida se hundió hasta el cuello. Esto la hizo bailar y retorcerse con todas las partes inferiores de su cuerpo, no en tierra, sino en el agua. Su malvada cabeza se cubrió de hielo, y al final fue separada de su cuerpo por las afiladas aristas, no del hierro, sino del agua helada. Así, en el mismo hielo, mostró la danza de la muerte, y proporcionó un espectáculo a todos los que lo contemplaron, que trajo a la memoria lo que había hecho.

## Relatos tradicionales
Según los Evangelios sinópticos, Herodes, que era tetrarca, o subrey, de Galilea bajo el Imperio romano, había encarcelado a Juan el Bautista porque reprendió a Herodes por divorciarse de su esposa (Fasaelis, hija del rey Aretas de Nabatea) y tomar ilegalmente a Herodías, la esposa de su hermano Herodes Filipo I. En el cumpleaños de Herodes, la hija de Herodías, a quien Josefo identifica como  Salomé, bailó ante el rey y sus invitados. Su baile agradó tanto a Herodes que en su borrachera prometió darle todo lo que deseara, hasta la mitad de su reino. Cuando Salomé preguntó a su madre qué debía pedir, ésta le dijo que pidiera la cabeza de Juan el Bautista en una bandeja. Aunque Herodes se horrorizó por la petición, accedió a regañadientes e hizo ejecutar a Juan por decapitación en la prisión. En el arte, el episodio se conoce como El festín de Herodes.
El historiador judío Josefo también relata en sus Antigüedades de los Judíos que Herodes mató a Juan, afirmando que lo hizo, "no fuera que la gran influencia que Juan tenía sobre el pueblo pudiera poner en su poder e inclinación [de Juan] levantar una rebelión, (pues parecían dispuestos a hacer cualquier cosa que él aconsejara), [por lo que Herodes] pensó que era mejor [darle] muerte." Además, afirma que muchos de los judíos creían que el desastre militar que cayó sobre Herodes a manos de  Aretas, su suegro (el padre de Fasaelis), era el castigo de Dios por su comportamiento injusto.
Ninguna de las fuentes da una fecha exacta, que fue probablemente en los años 28-29 d. C.(Mateo 14:1-12; Marcos 6:14-27; Lucas 9: 9) después de encarcelar a Juan el Bautista en el año 27 d. C. (Mateo 4:12; 9) a instancias de Herodías, su esposa y anteriormente de su hermano.(9; 9); Según Josefo, la muerte tuvo lugar en la fortaleza de Maqueronte.

## Comparación de los textos bíblicos
La siguiente tabla comparativa se basa principalmente en la Nueva Versión Internacional (NVI) traducción inglesa del Nuevo Testamento. El relato de Flavio Josefo en Antigüedades de los judíos fue traducido por William Whiston.
| | Mateo | Marcos | Lucas-Hechos | Juan | Josefo |
| --- | --- | --- | --- | --- | --- |
| Prólogo | | | Lucas 1:5-80 - Nacimiento de Juan Bautista | Juan 1:6-18 - Prólogo sobre la identidad y misión de Juan el Bautista | |
| Mateo 3:1-17 - Juan el Bautista predicaba a la gente y la bautizaba en el río Jordán. - Juan el Bautista bautizó a Jesús. | Marcos 1:4-11 - Juan el Bautista predicaba a la gente y la bautizaba en el Jordán. - Juan el Bautista bautizó a Jesús. | Lucas 3:1-22; Hechos 1:5, 1:21-22, 10:37-38, 11:16, 13:24-25, 18:25, 19:3-4 - Juan el Bautista predicaba a la gente y la bautizaba en el Jordán. - Juan el Bautista bautizó a Jesús. | Juan 1:19-42, 3:22-36, 4:1 - Juan el Bautista predicaba a la gente y la bautizaba en el Jordán. Negó ser el Mesías. - No se dice si Juan el Bautista bautizó o no a Jesús. Insistió en que Jesús era superior: el Hijo/Cordero de Dios. - Dos de los discípulos de Juan el Bautista, entre ellos Andrés el Apóstol, se pasaron a Jesús por insistencia del propio Juan. - Juan el Bautista bautizó en Enon/Salim antes de ser arrestado. Sus discípulos le dijeron que Jesús había triunfado; Juan refrendó que Jesús era su superior y el Hijo de Dios. - Jesús oyó el rumor de que tenía más éxito que Juan. | Antigüedades Judías 18. 5. 2. - Juan el Bautista predicaba a la gente y la bautizaba. | |
| Mateo 11:2-7, 14:6-12 - Juan el Bautista criticó al rey Herodes Antipas por casarse con la mujer de su hermano, Herodías. - Juan el Bautista fue arrestado por Herodes Antipas. - Juan el Bautista, en prisión, oyó hablar de las hazañas de Jesús y envió a algunos discípulos a preguntar si Jesús era el esperado. Jesús enumeró sus milagros y dijo: 'Dichoso el que no me rechace'. Los discípulos volvieron con Juan el Bautista. - Herodes quería matar a Juan, pero tenía miedo de la gente. - Juan el Bautista fue ejecutado por decapitación por Herodes Antipas a petición de la hija de Herodías. Sus discípulos enterraron sus restos y se lo contaron a Jesús. | Marcos 1:14, 6:17-29 - Juan el Bautista criticó al rey Herodes Antipas por casarse con Herodías, la mujer de su hermano. - Por ello, Juan el Bautista fue arrestado por Herodes Antipas. - Herodías quería matar a Juan, pero protegió a Juan porque sabía que Juan era un hombre justo y santo. - Juan el Bautista fue ejecutado por decapitación por Herodes Antipas a petición de la hija de Herodías. Sus discípulos enterraron sus restos. | Lucas 3:19-20, 7:18-25, 9:9 - Juan el Bautista criticó al rey Herodes Antipas por casarse con Herodías, la mujer de su hermano, y otros males. - Por ello, Juan el Bautista fue arrestado por Herodes Antipas. - Juan el Bautista [¿en prisión?] que oyó hablar de los hechos de Jesús (en Cafarnaún y Naín), envió a 2 discípulos a preguntar si Jesús era el esperado. Jesús enumeró sus milagros y dijo: 'Dichoso el que no me rechace'. Los discípulos volvieron a Juan el Bautista. - [no se menciona el motivo de la ejecución] - Juan el Bautista fue ejecutado por decapitación por Herodes Antipas. | Juan 3:24 - [no se menciona motivo de arresto] - Juan el Bautista fue arrestado. - [no se menciona motivo de ejecución] - [no se menciona la ejecución] | Antigüedades Judías 18. 5. 2. - Juan el Bautista hizo muchos seguidores. - Herodes Antipas temía que la gran popularidad de Juan el Bautista incitara a sus seguidores a rebelarse contra su gobierno. - Por lo tanto, hizo que Juan el Bautista fuera arrestado y encarcelado en el castillo de Maqueronte. - Más tarde, Herodes Antipas mandó ejecutar a Juan el Bautista "para evitar cualquier daño que pudiera causar y no meterse en dificultades". | |
| Epílogo | Mateo 14:1-6 - Se corrió la voz de los milagros de Jesús. - Herodes Antipas concluyó que Jesús era en realidad Juan el Bautista resucitado de entre los muertos. | Marcos 6:14-16 - Se corrió la voz de los milagros de Jesús; algunas personas creyeron que Jesús era en realidad Juan el Bautista resucitado de entre los muertos, otros creyeron que era Elías, otros que era como un profeta del pasado. - Herodes Antipas estaba de acuerdo con los que decían que Jesús era en realidad Juan el Bautista resucitado de entre los muertos. | Lucas 9:7-9 - Se corrió la voz de los milagros de Jesús; algunos creían que Jesús era en realidad Juan el Bautista resucitado de entre los muertos, otros creían que era Elías, otros que había resucitado un antiguo profeta. - Herodes Antipas no creía que Jesús fuera Juan el Bautista, sino que tenía que ser otra persona. | Juan 5:30-38 - Jesús dijo que sus afirmaciones eran fiables, porque sabía que el testimonio de Juan el Bautista sobre Jesús era fiable, aunque Jesús no necesitaba el testimonio humano. Juan 10:40-42 - El narrador resta importancia a los hechos de Juan el Bautista en comparación con Jesús, y afirma que el testimonio de Juan sobre Jesús había convencido a mucha gente de creer en Jesús.                                                        | Antigüedades Judías 18. 5. 2. - Algunos judíos creían que Dios destruyó más tarde el ejército de Herodes Antipas como castigo, porque había ejecutado injustamente a Juan el Bautista. |

## Fiesta litúrgica

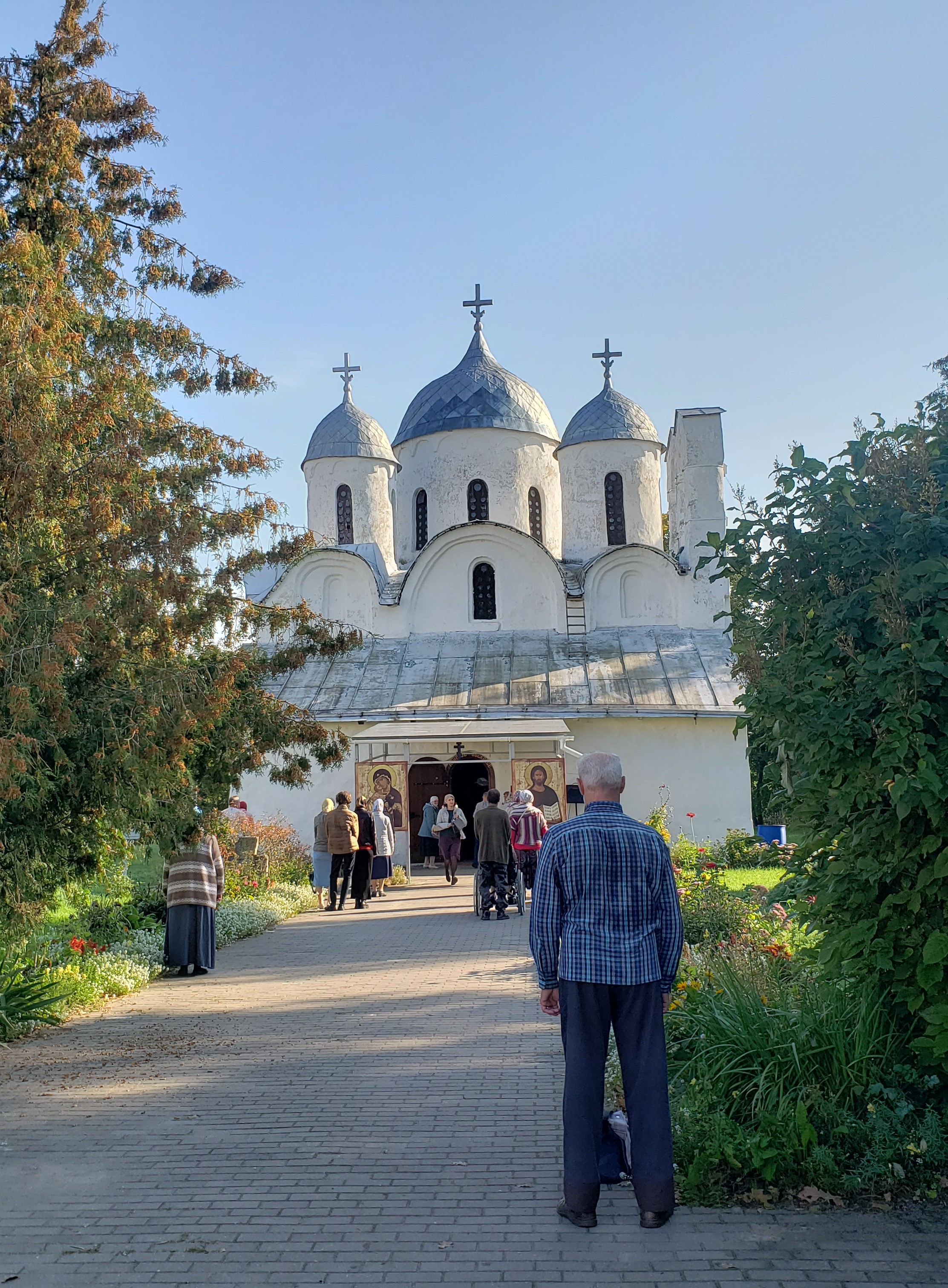
Fieles de pie junto a una iglesia durante la festividad en Pskov, Rusia

La conmemoración litúrgica de la Decapitación de San Juan Bautista es casi tan antigua como la de su nacimiento, que es una de las fiestas más antiguas, si no la más antigua, introducida tanto en la liturgia oriental como en la occidental para honrar a un santo.
La Iglesia católica celebra la fiesta el 29 de agosto, al igual que la Iglesia Luterana. Muchas otras iglesias de la Comunión Anglicana también lo hacen, incluida la Iglesia de Inglaterra, aunque algunas la designan conmemoración en lugar de fiesta.
Las iglesias Ortodoxia bizantina y Iglesia greco-católica también celebran esta fiesta el 29 de agosto. Esta fecha del Calendario Juliano, utilizada por la Iglesia ortodoxa rusa, la Iglesia ortodoxa macedonia, la Iglesia ortodoxa serbia y la Iglesia ortodoxa etíope, corresponde en el siglo XXI al 11 de septiembre del Calendario Gregoriano. Este día se observa siempre con estricto ayuno y, en algunas culturas, los piadosos no comen alimentos de un plato plano, no utilizan cuchillo ni comen alimentos redondos en este día.
La Iglesia Apostólica Armenia conmemora la Decolación de San Juan el sábado de la Semana Santa, mientras que la Iglesia Ortodoxa Siria, la Iglesia ortodoxa de Malankara, y la Iglesia católica siro-malankara. Iglesias conmemoran su muerte el 7 de enero.

## Fiestas relacionadas

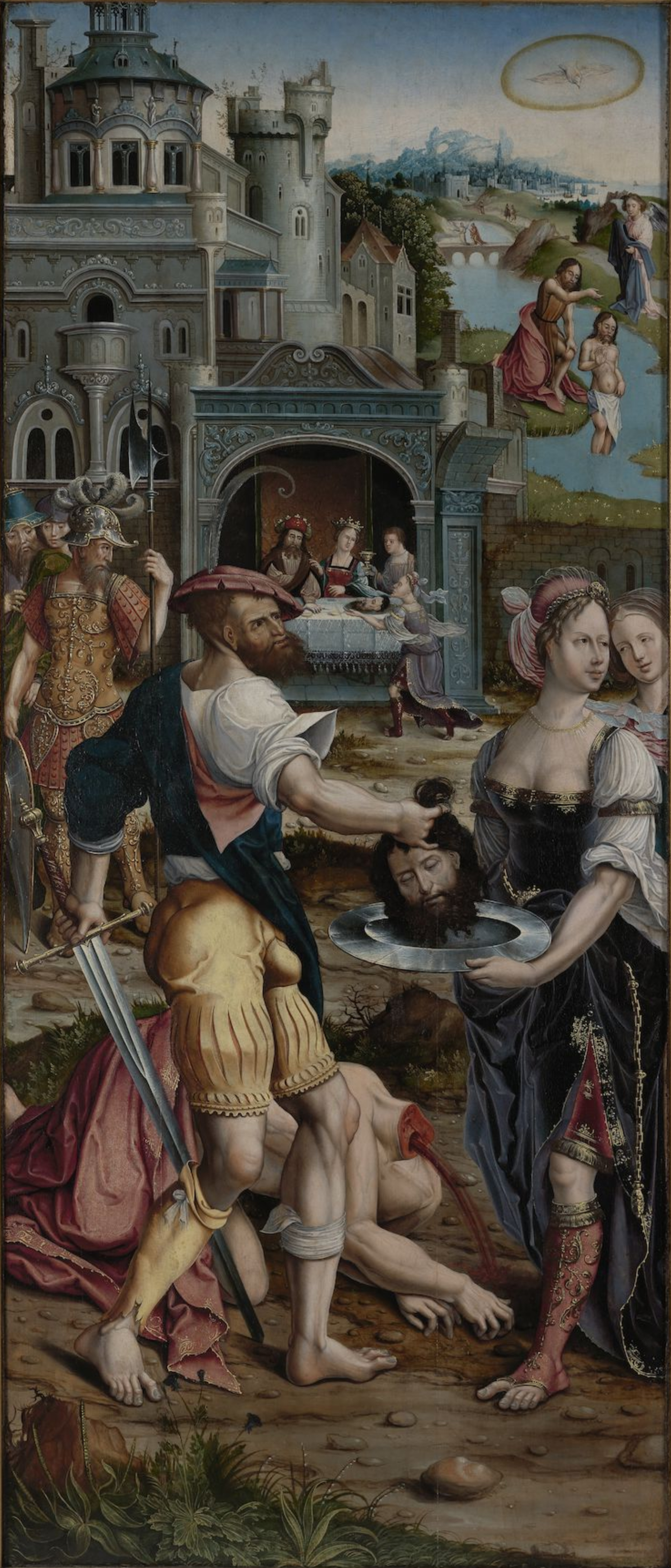
La decapitación de San Juan Bautista por Jan Rombouts

Hay otras dos fiestas relacionadas que observan los cristianos orientales:
- Primer y Segundo Hallazgo de la Cabeza de San Juan Bautista (24 de febrero). Según la tradición eclesiástica, tras la ejecución de Juan Bautista, sus discípulos enterraron su cuerpo en Sebastia, excepto su cabeza, que Herodías cogió y enterró en un estercolero. Más tarde, Juana de Cusa, que estaba casada con el mayordomo de Herodes,[22] tomó en secreto su cabeza y la enterró en el Monte de los Olivos, donde permaneció oculta durante siglos.

Se dice que el primer hallazgo se produjo en el siglo IV. La propiedad del Monte de los Olivos donde fue enterrada la cabeza pasó a manos de un funcionario del gobierno que se convirtió en monje con el nombre de Inocencio. Allí construyó una iglesia y una eremitorio. Cuando empezó a cavar los cimientos, se descubrió la vasija con la cabeza de Juan el Bautista, pero temeroso de que los incrédulos pudieran abusar de la reliquia, la escondió de nuevo en el mismo lugar en el que había sido encontrada. A su muerte, la iglesia cayó en la ruina y fue destruida.
Se dice que el Segundo Hallazgo ocurrió en el año 452. Durante la época de Constantino el Grande, dos monjes que peregrinaban a Jerusalén tuvieron visiones de Juan el Bautista, quien les reveló el lugar donde se encontraba su cabeza. Descubrieron la reliquia, la metieron en un saco y regresaron a casa. Por el camino, se encontraron con un alfarero sin nombre y le dieron el saco para que lo llevara, sin decirle de qué se trataba. Juan el Bautista se le apareció y le ordenó que huyera de los monjes descuidados y perezosos, con lo que tenía en las manos. Así lo hizo y se llevó la cabeza a casa. Antes de morir, la colocó en un recipiente y se la dio a su hermana. Al cabo de algún tiempo, un hieromonje llamado Eustaquio, un arriano, se apoderó de ella, utilizándola para atraer adeptos a sus enseñanzas. Enterró la cabeza en una cueva cerca de Emesa. Con el tiempo, se construyó un monasterio en ese lugar. En el año 452, San Juan Bautista se apareció al archimandrita Marcelo de este monasterio y le indicó dónde estaba escondida su cabeza en una tinaja enterrada en la tierra. La reliquia fue llevada a la ciudad de Emesa y posteriormente trasladada a Constantinopla.
- Tercer hallazgo de la cabeza de San Juan Bautista (25 de mayo). La cabeza fue trasladada a Comana de Capadocia durante un periodo de incursiones musulmanas (hacia 820), y fue escondida en el suelo durante un periodo de  persecución iconoclasta. Cuando en 850 se restableció la veneración de los iconos, el patriarca Ignacio de Constantinopla (847-857) vio en una visión el lugar donde se había escondido la cabeza de San Juan. El patriarca se lo comunicó al emperador Miguel III, que envió una delegación a Comana, donde se encontró la cabeza. Posteriormente, la cabeza fue trasladada de nuevo a Nyc, y aquí, el 25 de mayo, fue colocada en una iglesia de la corte.[24]

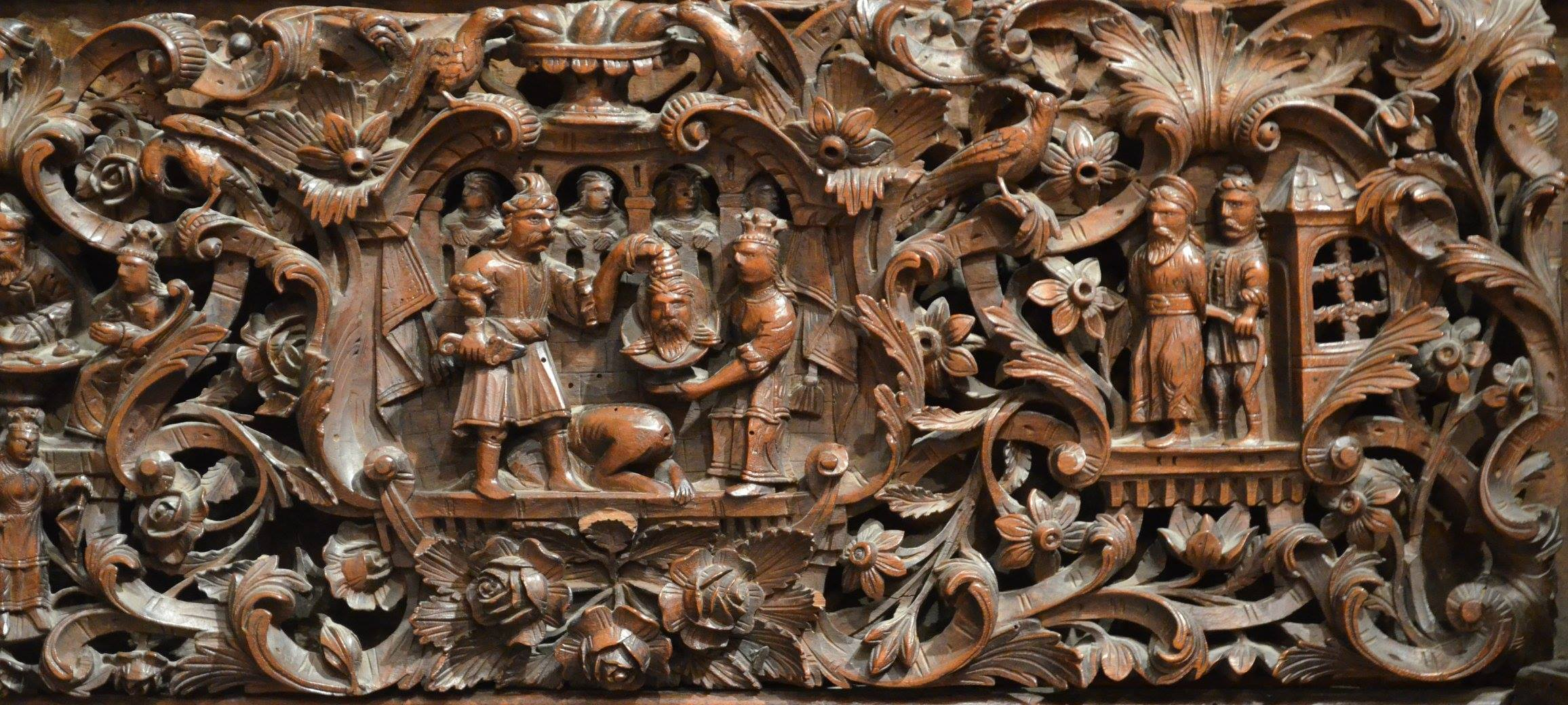
Iconostasio en la iglesia de la Ascensión de Jesús de 1867, Macedonia del Norte. La decapitación de Juan el Bautista es llevada a cabo por figuras estilizadas como turcos otomanos

.

## Relatos
.
.

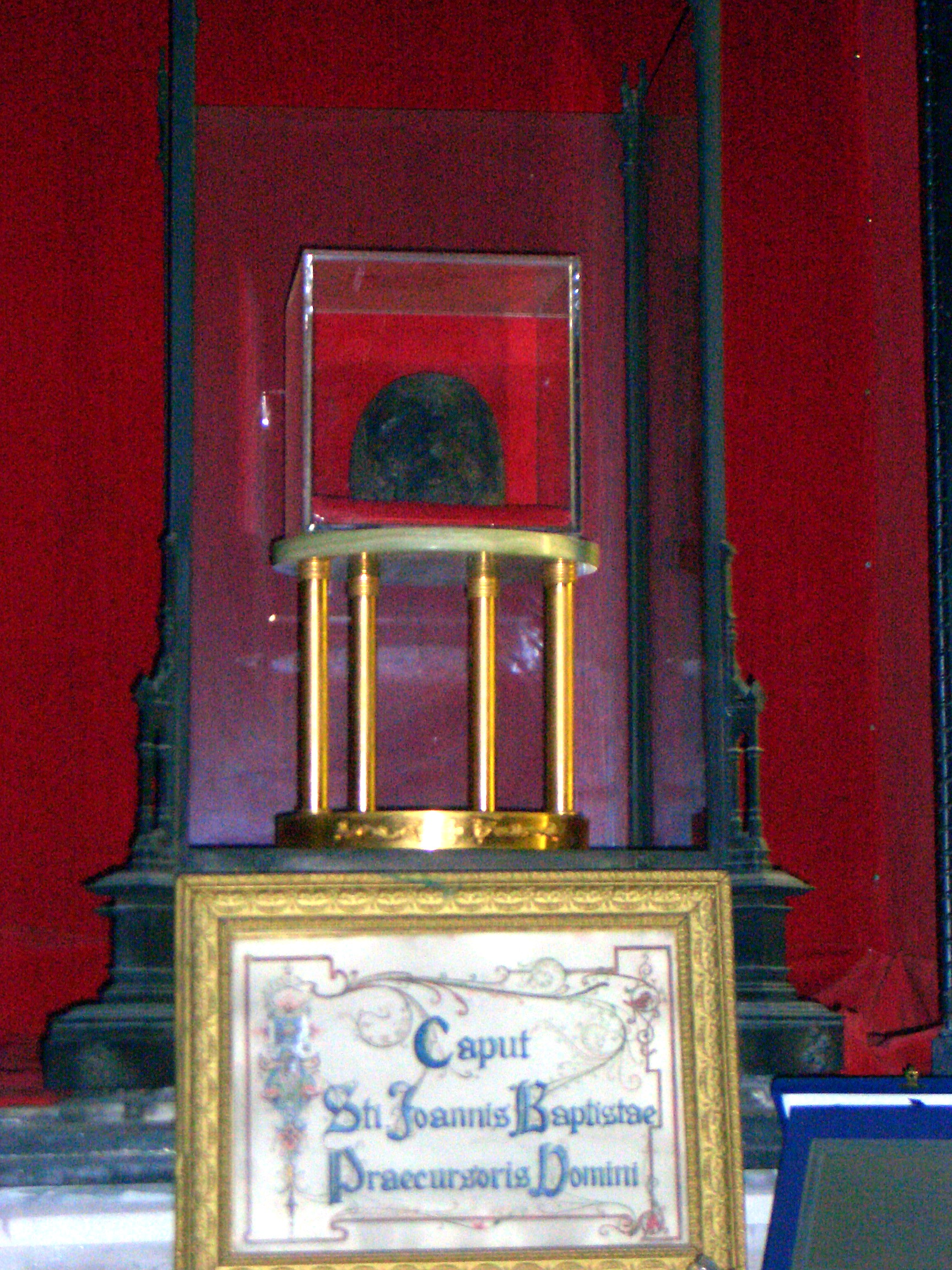
La supuesta cabeza de San Juan Bautista, consagrada en su propia capilla lateral romana en San Silvestro in Capite, Roma

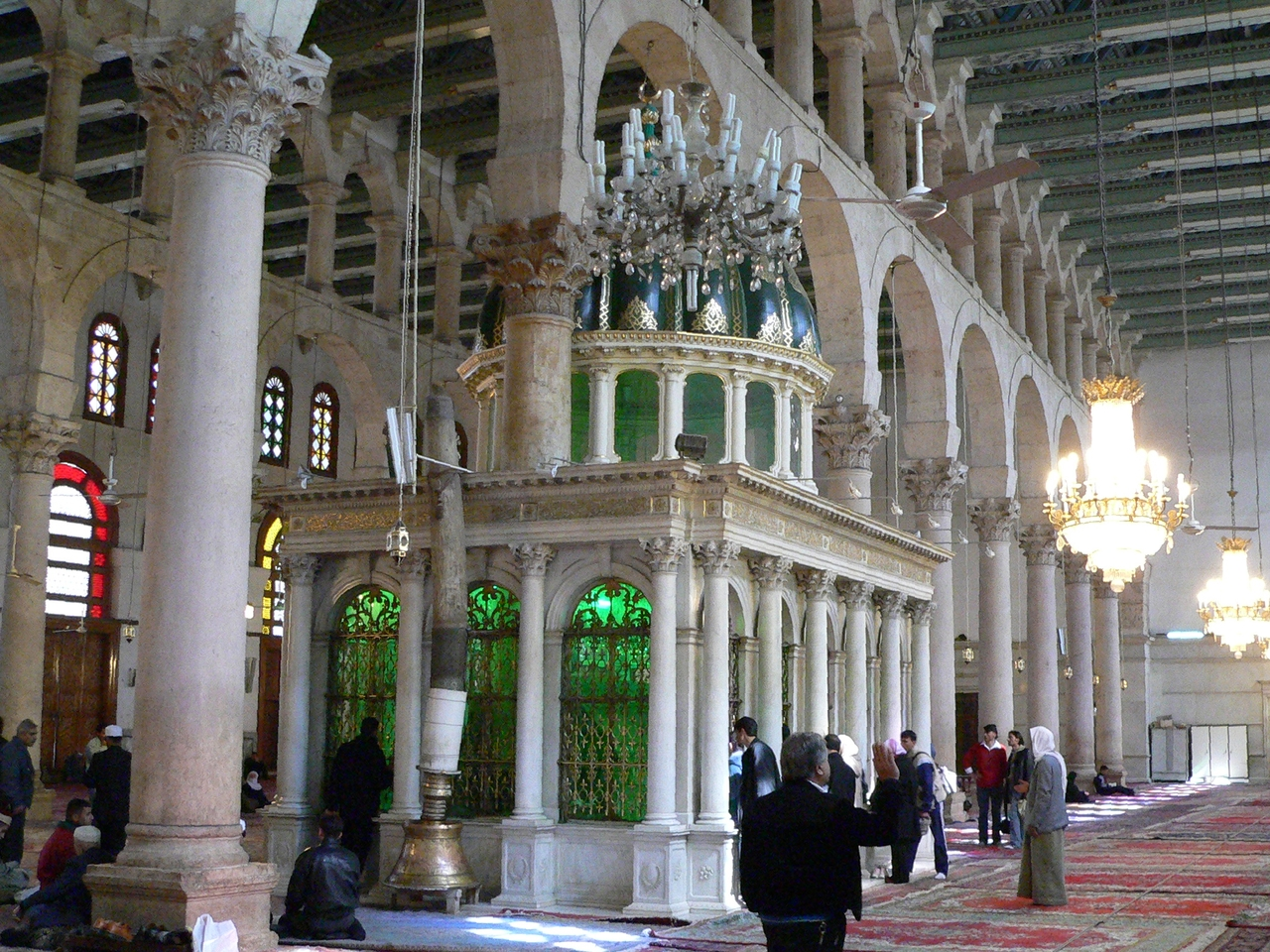
Un santuario musulmán dentro de la Mezquita de los Omeyas, en Damasco, Siria, supuestamente alberga la cabeza de Juan el Bautista

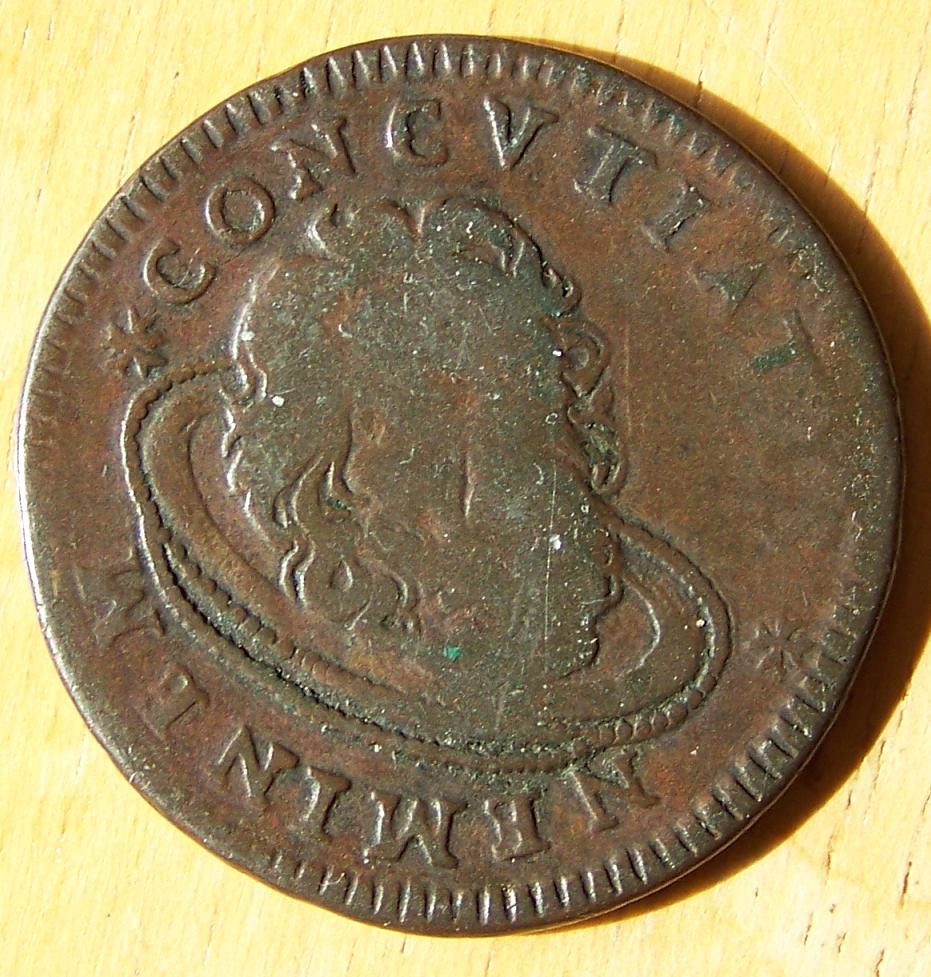
Una moneda de Tari de 1742 de los Caballeros Hospitalarios, que representa la cabeza de San Juan Bautista en una bandeja redonda de plata

Se dice que Juan el Bautista fue enterrado en la aldea Palestina de Sebastia, cerca de la actual Naplusa en Cisjordania. Se menciona que sus reliquias fueron honradas allí en el siglo IV. Los historiadores Rufino y  Teodoreto registran que el santuario fue desecado bajo Juliano el Apóstata alrededor del año 362, siendo los huesos parcialmente quemados. No obstante, la tumba de Sebastia siguió siendo visitada por piadosos peregrinos, y  San Jerónimo da testimonio de que allí se obraron milagros. Hoy en día, la tumba se encuentra en la Mezquita de Nabi Yahya ("Mezquita de Juan el Bautista").

### La cabeza de Juan el Bautista
Es difícil determinar qué fue de la cabeza de Juan el Bautista. Nicéforo y Simón Metafraste dicen que Herodías lo hizo enterrar en la fortaleza de Maqueronte (de acuerdo con Josefo). Otros autores dicen que fue enterrado en el palacio de Herodes en Jerusalén; allí, fue encontrado durante el reinado de Constantino y de allí llevado secretamente a Emesa, en Fenicia, donde fue ocultado, permaneciendo el lugar desconocido durante años, hasta que fue manifestado por una revelación en 453.
A lo largo de los siglos, ha habido muchas discrepancias en las diversas leyendas y reliquias reclamadas en todo el mundo. Varios lugares diferentes afirman poseer la cabeza cortada de Juan el Bautista. Entre las diversas reivindicaciones se encuentran:
- En la época medieval, se rumoreaba que los Caballeros Templarios poseían la cabeza, y múltiples registros de su Inquisición a principios del siglo XIV hacen referencia a alguna forma de veneración de la cabeza.[27]
- Durante el saqueo de Constantinopla de los cruzados en 1204, Wallo o Walo(n) de Sarton, canónigo de Picquigny en Picardía, descubrió una media bola de cristal transparente sobre una placa de plata que contenía huesos faciales anteriores del cráneo sin mandíbula. Las letras griegas que rodeaban la placa indicaban que los huesos eran de Juan el Bautista, pero él no sabía leer griego, por lo que fue de monasterio en monasterio tratando de obtener información. Walon vendió la placa para pagarse el viaje de vuelta a casa, trajo la reliquia y se la entregó al obispo de Amiens. Esto convirtió a la Catedral de Amiens en un importante lugar de peregrinación en Francia, y fue el principal impulso para la construcción de la magnífica catedral gótica que aún se conserva.[28][29]
- A principios del siglo XVII hubo cierta confusión sobre de quién eran las reliquias que se veneraban en la Basílica de San Silvestre I: unos afirmaban que eran huesos de San Juan, mártir de Roma, y los otros que eran del Bautista. El papa Clemente VIII, para disipar toda duda razonable, pidió a los canónigos de Amiens una partícula de las reliquias de San Juan para la basílica. En 1604, se le entregó una parte de hueso parietal que se insertó en un cráneo de cera, y que aún se conserva en la basílica.[30][31] La tradición de la católica romana sostiene que el hueso expuesto en San Silvestro in Capite es una verdadera reliquia de Juan el Bautista.[32]

- Se dice que el hueso occipital del cráneo de San Juan se conserva en el Palacio de Topkapı. Museo junto con partes de la mano derecha.[33]
- La Iglesia Ortodoxa Oriental de Juan Bautista en Jerusalén muestra un supuesto fragmento del Cráneo de Juan Bautista.
- Un relicario de la Residenz de Múnich (Alemania) contiene lo que los anteriores gobernantes bávaros creían que era el cráneo de Juan el Bautista.[34]
- También se cree por algunos [¿quién?] que un trozo de su cráneo se conserva en la Rumania boscosa de Prodromos en el Monte Athos.
- La tradición islámica sostiene que la cabeza de San Juan Bautista fue enterrada en la antaño llamada  Basílica de San Juan Bautista en Damasco, actualmente Mezquita de los Omeyas. El Papa Juan Pablo II visitó la mezquita durante su visita a Siria en 2001.

### Brazo derecho de Juan el Bautista
- Según algunas tradiciones, Lucas Evangelista fue a la ciudad de Sebastia, lugar de enterramiento de Juan, de donde tomó la mano derecha del Precursor (la mano que bautizó a Jesús) y la llevó a Antioquía, su ciudad natal, donde realizó milagros. Se cuenta que la reliquia se sacaba y se mostraba a los fieles en la fiesta de la Fiesta de la Exaltación de la Santa Cruz (14 de septiembre). Si los dedos de la mano estaban abiertos, se interpretaba como señal de un año pródigo; si la mano estaba cerrada, sería una mala cosecha (el 1 de septiembre comenzaba el año litúrgico y la época de las cosechas).
- Se dice que el brazo fue trasladado de Antioquía a Constantinopla en 956. El 7 de enero, la Iglesia ortodoxa celebra la "Fiesta del traslado de la mano derecha del Santo Precursor" de Antioquía a Constantinopla y el milagro de San Juan Precursor contra los Hagarines en Quíos.
  - En 1204, tras la Saco de Constantinopla por los Cruzados, el emperador franco Balduino supuestamente regaló un hueso de la muñeca de San Juan Bautista a Otón de Cicon, quien a su vez lo regaló a la Abadía de Cîteaux en Francia.
- Tras haber sido traído de Antioquía a Constantinopla en tiempos de Constantino VII, el brazo se conservó en la capilla del emperador en el siglo XII, después en la iglesia de la Virgen de los Faros, y más tarde en la iglesia de Peribleptos en la primera mitad del siglo XV. El enviado español Clavijo informó de que había véase dos brazos diferentes en dos monasterios distintos durante una visita a Constantinopla en 1404.
- Cuando los otomanos conquistaron Constantinopla en 1453, se apoderaron de la reliquia. En 1484, Sultán Bayezid II la envió a los caballeros de Rodas, que mantuvieron cautivo a su hermano Cem para recuperar la reliquia. Existen dos versiones diferentes sobre el destino de la reliquia:
  - Los turcos afirman que, en 1585, Sultán Murad III consiguió recuperar una parte de la reliquia de los Caballeros Cristianos e hizo traer el brazo a Constantinopla (actual Estambul, Turquía), donde permanece hasta hoy en el Palacio Topkapı. El brazo se conserva en un relicario de plata adornado con oro. En el brazo hay varias inscripciones: "El amado de Dios" en el índice, "Esta es la mano del Bautista" en la muñeca, y "pertenece al monje Dolin" en la banda por encima del codo.[35]
  - No obstante, los cristianos ortodoxos afirman que, cuando en 1798 Napoleón conquistó la isla de Malta, entonces sitiada por los Caballeros, el brazo de Juan fue uno de los pocos tesoros que el Gran Maestre Ferdinand von Hompesch pudo llevarse. [36] El 12 de octubre de 1799, tras la dimisión de Hompesch, fue presentado al emperador ruso Pablo I, que había sido elegido nuevo Gran Maestre de la Orden, y llevado a la capilla del Palacio del Priorato[37] en Gatchina en Rusia. Tras la Revolución Bolchevique de 1917, las autoridades de la Iglesia Ortodoxa Oriental la trasladaron de la iglesia de Gatchina al Monasterio de Ostrog en Montenegro, y de allí a su actual ubicación en el Monasterio de Cetiña, también en Montenegro, donde se exhibe hasta hoy.[38]
  - La mano derecha de Juan el Bautista que se conserva en la Catedral de Siena (en la capilla del brazo norte del crucero) fue adquirida por el primer arzobispo serbio San Sava, como atestigua la inscripción del relicario, en algún momento después de la caída de Constantinopla. Se conservó en el monasterio de Žiča, y hacia 1290, cuando la guerra hizo inseguras las zonas septentrionales de Serbia, se trasladó a la recién establecida sede arzobispal de la Iglesia Ortodoxa Serbia en Peć. Desde allí fue presumiblemente reubicada por Helena, hija del último emperador bizantino, Constantino XI Paleólogo y viuda del déspota de Serbia, Lazar Branković, bien a Constantinopla o directamente a su tío Tomás Paleólogo, déspota de la Morea, que huyó a Italia en 1461 y vendió toda su colección de reliquias al papa Pío II. El Papa legó la mano a la catedral de Siena en 1464. Se construyó una capilla especial para ella. La reliquia se expone sólo una vez al año, el lunes de Pentecostés..[39]

Otras supuestas reliquias son:
- También se ha afirmado que un fragmento del antebrazo derecho se conserva en el Monasterio de Dionisio en el Monte Athos, Grecia. A principios del siglo XIX, el consejero de Prusia en Constantinopla, John Frangopoulos, estaba en posesión de esta reliquia y la adornó con joyas. El 10 de marzo de 1802 fue llevada al monasterio de Dionysiou gracias a los esfuerzos de su abad, Joachim Agiostratiti.[40]
- Se dice que las reliquias de Juan el Bautista están en posesión de la Iglesia copta ortodoxa Monasterio de San Macario el Grande en Uadi Natrun, Egipto.[41]
- Catedral de Aquisgrán, en Alemania, contiene una túnica supuestamente usada por Juan el Bautista, adorada como reliquia.
- En julio de 2010, se descubrió un pequeño relicario bajo las ruinas de un monasterio del siglo V en la isla de San Iván, Bulgaria. Arqueólogos locales abrieron el relicario en agosto y encontraron fragmentos óseos de un cráneo, una mano y un diente, que creen que pertenecen a Juan el Bautista, basándose en su interpretación de una inscripción griega en el relicario. El obispo  ortodoxo búlgaro  que presenció la apertura especuló con que las reliquias podrían haber sido un regalo de una iglesia del siglo XI en la isla posiblemente dedicada al santo.[42] Los restos han sido  datados con carbono en el siglo I.
- Un relicario con un supuesto dedo de San Juan Bautista se exhibe en el Museo de arte Nelson-Atkins de Kansas City, Misuri.[43]

El 29 de agosto de 2012, durante una audiencia pública en el palacio de verano de Castel Gandolfo, el  Papa Benedicto XVI mencionó la cripta tradicional de la ciudad palestina de Sebastia, donde se veneran reliquias del Bautista desde al menos el siglo IV.  El Papa también señaló que una fiesta religiosa conmemora especialmente el traslado de la reliquia de la cabeza de Juan a la Basílica de San Silvestro in Capite en Roma.

## Comentarios bíblicos
El teólogo católico alemán, Friedrich Justus Knecht escribió que:

San Juan murió mártir de su vocación. Habiendo sido llamado por Dios para ser predicador de la penitencia, le representó el pecado de Herodes y le recordó la ley de Dios. Por este motivo murió violentamente a la edad de treinta y dos años. A él se aplica la octava bienaventuranza: "Bienaventurados los que padecen persecución por causa de la justicia". Su alma pasó directamente al Limbo, donde, como San José, esperaba la llegada del Mesías y la pronta realización de la obra de la Redención. Cuando Nuestro Señor ascendió al cielo, fue llevado con Él a la felicidad eterna. La Iglesia le honra como a un gran Santo, y el 24 de junio celebra su natividad, porque nació sin pecado original.  

La historia posterior de Herodes y  Salomé se relata en el gran comentario de Cornelio a Lapide:

Por lo cual la justa venganza de Dios ardió contra todos los que participaron en este crimen. Herodes fue derrotado por Aretas IV. Después fue desterrado con Herodías a Lyon, y privado de su tetrarquía y de todo por Calígula, a instigación de Herodes Agripa, hermano de Herodías, según relata Josefo (xvii. 10). Además, la cabeza de la hija danzante fue cortada por medio de hielo. Escuchad lo que dice Nicéforo: "Una vez, en invierno, mientras viajaba y tenía que cruzar a pie un río helado, el hielo se rompió bajo ella, no sin la providencia de Dios. En seguida se hundió hasta el cuello. Esto la hizo bailar y retorcerse con todas las partes inferiores de su cuerpo, no en tierra, sino en el agua. Su malvada cabeza se cubrió de hielo, y al final fue separada de su cuerpo por las afiladas aristas, no del hierro, sino del agua helada. Así, en el mismo hielo, mostró la danza de la muerte, y proporcionó un espectáculo a todos los que lo contemplaron, que trajo a la memoria lo que había hecho.

## Representaciones de Salomé, Herodes y la muerte de Juan el Bautista
.
.

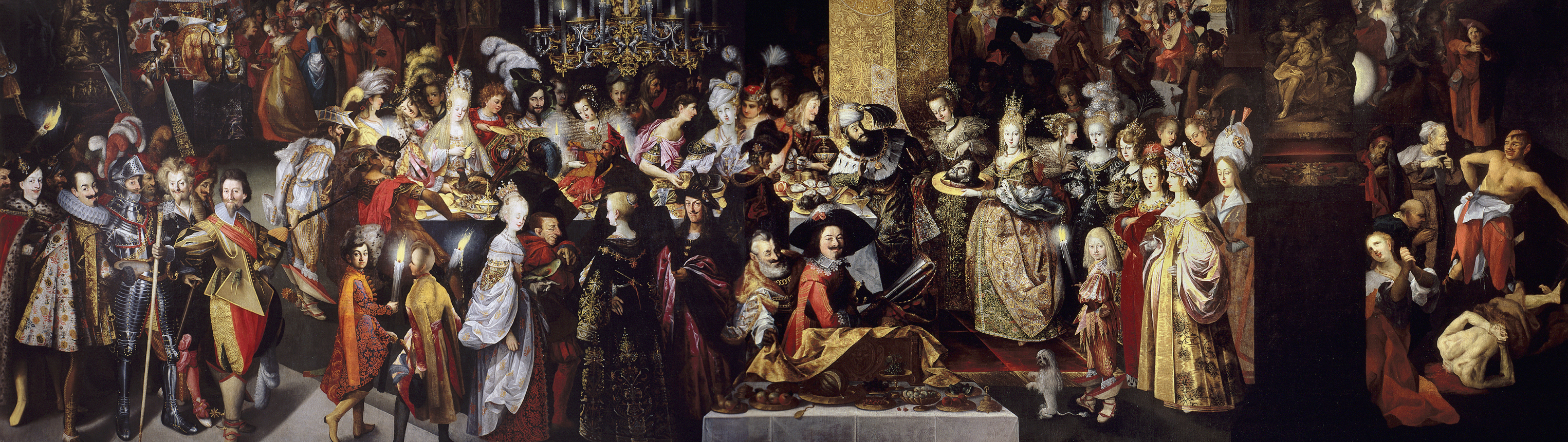
Degollación de San Juan Bautista y banquete de Herodes de Bartholomeus Strobel en el Museo del Prado de Madrid. El cuadro mide casi 10 metros de ancho

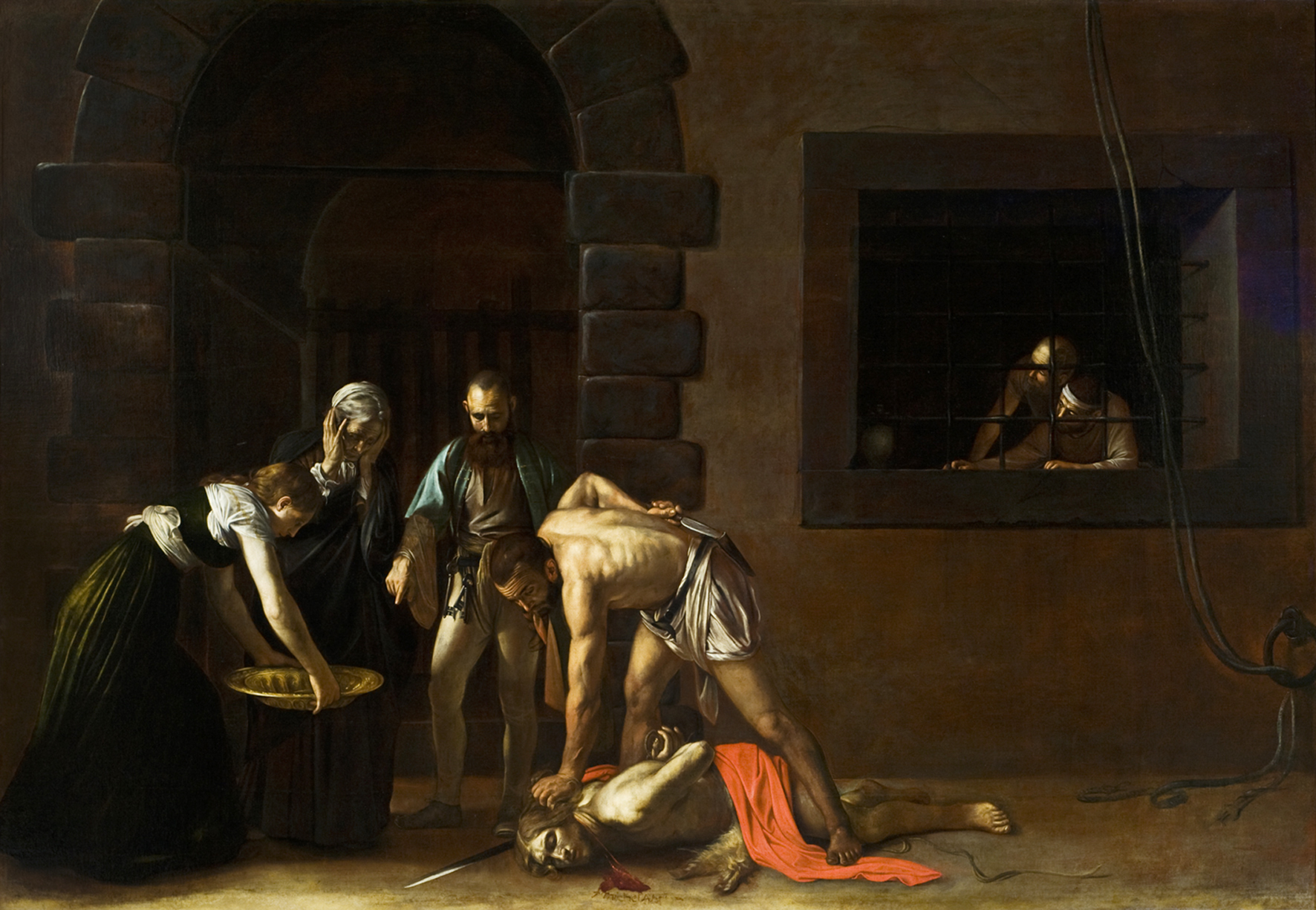
La decapitación de San Juan Bautista, 1608 (Concatedral de La Valeta, Malta)

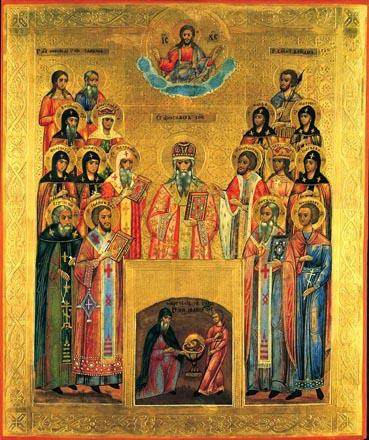
Icono del tercer hallazgo de la cabeza de Juan el Precursor (finales del, Rusia)

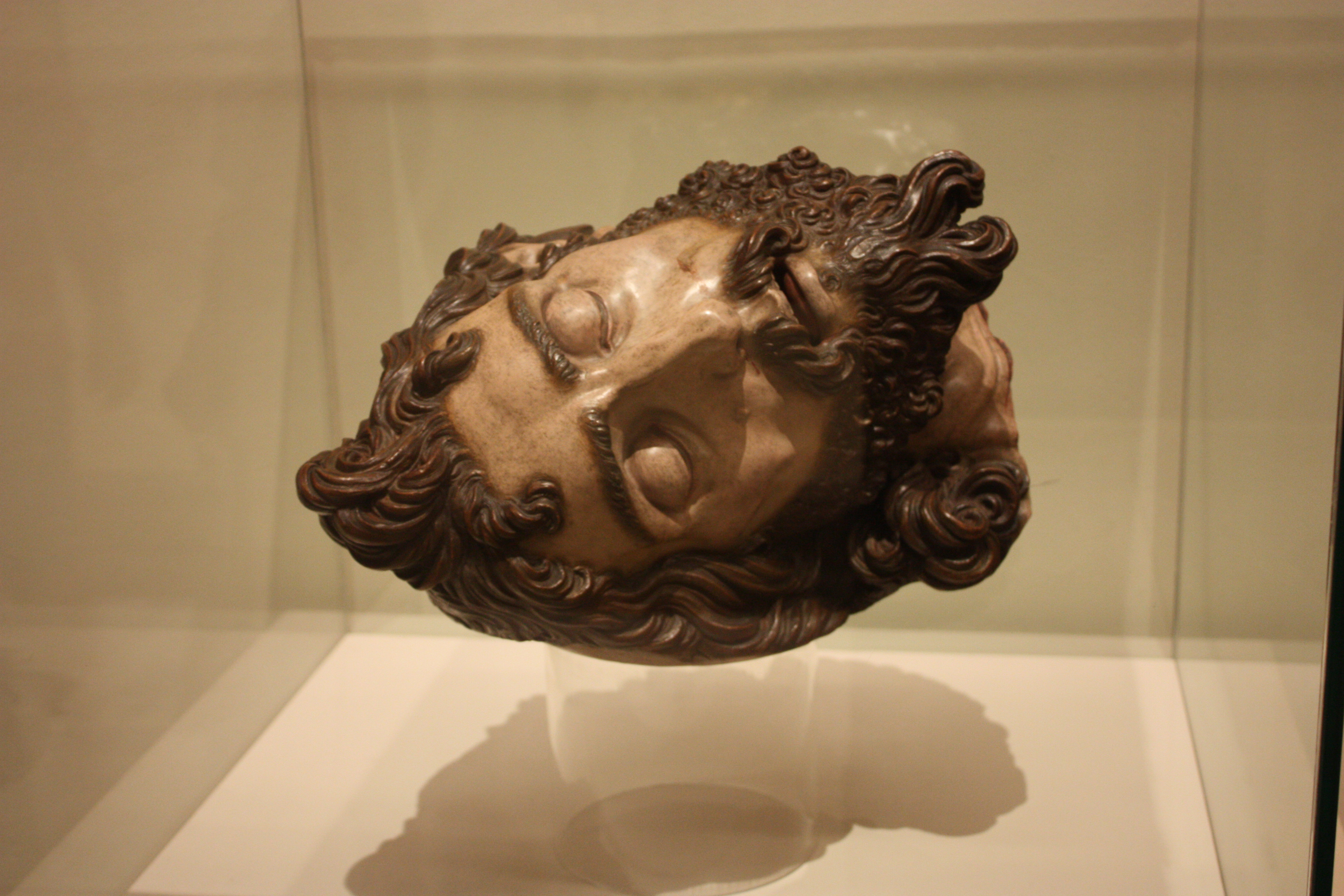
Cabeza de Juan Bautista (Gaspar Nuñez Delgado), Museo de Bellas Artes de Sevilla

Las escenas de los acontecimientos en torno a la muerte de Juan fueron un tema muy común en el tratamiento de Juan el Bautista en el arte, inicialmente con mayor frecuencia en pequeñas escenas de predela, y más tarde como tema de obras independientes de mayor tamaño.  La siguiente lista no pretende ser exhaustiva, sino que comienza con obras con sus propios artículos, y luego incluye muchas de las representaciones más conocidas en orden cronológico (para ver cada obra, siga el enlace a través de la nota a pie de página):

### Cuadros con artículos en Wikipedia
- Festín de Herodes en bronce por Donatello
- Salomé (Tiziano)
- Salomé con la cabeza de Juan el Bautista (Caravaggio, Londres)
- Salomé con la cabeza de Juan el Bautista (Caravaggio, Madrid)
- La decapitación de San Juan Bautista (Caravaggio)
- Degollación de San Juan Bautista y banquete de Herodes por Bartholomäus Strobel el Joven

### Otros
- La fiesta de Herodes, Monasterio de Daurade, c. 1100, Musée des Augustins, Toulouse.
- Muerte de Juan Bautista, Gilabertus, catedral de Saint-Etienne, 1120-1140, Musée des Augustins, Toulouse.
- Fiesta de Herodes, Giotto di Bondone, 1320
- La fiesta de Herodes y la decapitación del Bautista, Maestro de la vida de San Juan Bautista, c. 1300-1330, Metropolitan Museum of Art
- Entierro del Bautista, Andrea Pisano, 1330
- San Juan Evangelista e historias de su vida, Giovanni del Biondo, 1360-70
- Fiesta de Herodes, Spinello Aretino, 1385
- El banquete de Herodes, Lorenzo Monaco, c. 1400
- La decapitación de San Juan Bautista, Masaccio, 1426
- Banquete de Herodes, Masolino da Panicale, 1435
- Banquete de Herodes, Fra Filippo Lippi, 1452-65
- La cabeza de Juan el Bautista llevada a Herodes, Giovanni di Paolo, 1454, National Gallery, Londres
- La fiesta de Herodes y la decapitación de San Juan Bautista, Benozzo Gozzoli, 1461-62, National Gallery of Art.
- La cabeza de San Juan Bautista (Bellini)|La cabeza de San Juan Bautista]], Giovanni Bellini, 1464-68
- La decapitación de San Juan Bautista, Lieven van Lathem, 1469, The J. Paul Getty Museum
- La fiesta de Herodes, Heydon, Norfolk, c. 1470, pintura mural en una iglesia parroquial inglesa
- Retablo de San Juan, Hans Memling, 1474-79
- Decapitación de Juan el Bautista, Andrea del Verrocchio, 1477-80
- Salomé con la cabeza de San Juan Bautista, Sandro Botticelli, 1488, Uffizi, Florencia
- Salomé con la cabeza de San Juan Bautista, Cornelis Engelbrechtsz, c. 1490, J. Paul Getty Museum, Florencia.
- La cabeza de San Juan Bautista con ángeles de luto y putti, Jan Mostaert, principios del siglo XVI, National Gallery, Londres.
- Retablo de San Juan (ala izquierda), Quentin Massys, 1507-08
- La decapitación de San Juan, Albrecht Dürer, 1510, Christian Theological Seminary, Indianápolis
- La hija de Herodías, Sebastiano del Piombo, 1510, National Gallery, Londres
- Salomé, Tilman Riemenschneider, 1500-1510
- Salomé, Casare da Sesta, 1510-20, National Gallery, Londres
- Salomé, Giampietrino, c. 1510-30, National Gallery, Londres
- La cabeza de San Juan Bautista llevada a Herodes, Alberto Durero, 1511
- Salomé, Alonso Berruguete, 1512-16, Galería de los Uffizi, Florencia
- La decapitación de San Juan Bautista, Hans Fries, 1514, Kunstmuseum Basel
- Salomé con la cabeza de Juan Bautista, Tiziano, c. 1515
- Cabeza de Juan Bautista, Hans Baldung Grien, 1516, National Gallery of Art
- Salomé con la cabeza de Juan el Bautista, Jacob Cornelisz van Oostsanen, Rijksmuseum, Ámsterdam
- Herodías, Bernardino Luini, 1527-31
- Salomé, Lucas Cranach el Viejo, c. 1530
- Decapitación de Juan el Bautista, Vincenzo Danti, 1569-70
- Salomé, Giovanni Battista Caracciolo, 1615-20
- La fiesta de Herodes, Frans Francken el Joven, c. 1620, Museo Estatal del Hermitage
- Cabeza de San Juan Bautista, Juan de Mesa (ca. 1625) Catedral de Sevilla
- Herodías con la cabeza de San Juan Bautista, Francesco del Cairo, c. 1625-30
- La decapitación de Juan el Bautista, Matthaeus Merrian el Viejo, 1625-30
- Decapitación de San Juan, británico desconocido, siglo XVII, Tate Gallery.
- Salomé bailando ante Herodes, Jacob Hogers, c. 1630-55, Rijksmuseum.
- Salomé con la cabeza de San Juan Bautista, Leonaert Bramer, década de 1630
- La decapitación de San Juan Bautista, Massimo Stanzione, c. 1634
- Salomé recibe la cabeza de san Juan Bautista, Guercino, 1637, Museo de Bellas Artes de Rennes, Wikipedia en francés page
- Salomé con la cabeza de Juan Bautista, Guido Reni, 1639-40
- La decapitación de Juan el Bautista, Rembrandt, 1640, Museos de Bellas Artes de San Francisco
- La decapitación de Juan el Bautista, Rombout van Troyen, década de 1650, Museo Estatal del Hermitage.
- San Juan reprochando a Herodes, Mattia Preti, 1662-66
- San Juan Bautista ante Herodes, Mattia Preti, 1665
- Decapitación de San Juan, Escuela Británica, siglo XVII, Tate Gallery
- Juan el Bautista decapitado, Julius Schnorr von Carolsfeld, 1851-60, World Mission Collection
- La hija de Herodías recibe la cabeza de Juan el Bautista, Gustave Doré, 1865
- Cabeza de San Juan Bautista, fr, 1869, The J. Paul Getty Museum.
- La decapitación de Juan el Bautista, Pierre Puvis de Chavannes, c. 1869, National Gallery, Londres
- Salomé, Henri Regnault, 1870, Metropolitan Museum of Art
- Gustave Moreau:
  - Salomé bailando ante Herodes, 1874-76
  - La Aparición], 1874-76
  - Salomé, 1876
- Hérodias, Gustave Flaubert, 1877
- James Tissot, 1886-96:
  - La hija de Herodías Bailando
  - El Rey Herodes
  - La cabeza de Juan el Bautista en una bandeja
- Salomé, Franz von Stuck, 1906
- Salomé, Nikolai Astrup
- Salomé con la cabeza de Juan el Bautista, Aubrey Beardsley,